# Sanguliu Jingyingsuo (bondby i Kina, Heilongjiang Sheng, lat 47,69, long 129,22)
Sanguliu Jingyingsuo (kinesiska: 三股流经营所) är en bondby i Kina. Den ligger i provinsen Heilongjiang, i den nordöstra delen av landet, omkring 290 kilometer nordost om provinshuvudstaden Harbin. Antalet invånare är 594. Befolkningen består av 278 kvinnor och 316 män. Barn under 15 år utgör 7,0 %, vuxna 15-64 år 82 %, och äldre över 65 år 10,0 %.
Runt Sanguliu Jingyingsuo är det ganska glesbefolkat, med 40 invånare per kvadratkilometer. Närmaste större samhälle är Yimin Linchang, 19,8 km väster om Sanguliu Jingyingsuo. I omgivningarna runt Sanguliu Jingyingsuo växer i huvudsak blandskog.
Genomsnittlig årsnederbörd är 1 034 millimeter. Den regnigaste månaden är juli, med i genomsnitt 240 mm nederbörd, och den torraste är januari, med 10 mm nederbörd.